# 지방도 제737호선
지방도 제737호선은 전북특별자치도 남원시 주천면 고기리 고기삼거리에서 산내면 덕동리 달궁삼거리를 잇는 전북특별자치도의 지방도이다. 지리산 지역을 연결하는 도로 중 하나이다.

## 주요 경유지
- 남원시
  - 주천면 고기삼거리 - 선유폭포입구 - 정령치
  - 산내면 정령치 - 달궁삼거리

## 도로명
전 구간 정령치로의 일부이다.